# Гранд Гедех
Гранд Гедех е окръг в Либерия, с площ 10 480 км² и население, според преброяването през 2008 г., 125 258 души. Разположен е в югоизточната част на страната и граничи с Кот д'Ивоар. Столица на окръга е град Зведру. Голяма част от населението е мюсюлманско. Има и много хора от Кот д'Ивоар, които живеят в окръга. Гранд Гедех се дели на 3 района.